# Giovanni Bertrami
Giovanni Bertrami, oppure Giovanni Beltrami (Pinerolo, circa 1380 – Pinerolo, circa 1445), è stato un pittore italiano.

## Biografia
Giovanni Bertrami nacque a Pinerolo intorno al 1380, probabilmente discendente d'un Antonio de Bertramino, di origine milanese, che lavorò per le decorazioni del castello dei Principi d'Acaja a Fossano, in provincia di Cuneo, nella prima metà del XIV secolo e morto nel 1369.
Da tale lontano ambiente egli accolse ancora qualche elemento di arte lombarda nordicizzata tramite i contatti francesi diffusi in Piemonte; è noto che in Pinerolo era attivo un Bernardo da Milano.
Ma movimenti artistici più recenti furono maggiormente significativi per Giovanni Bertrami, quali gli eventi a cavallo del XV secolo, tra le prime manifestazioni di Giacomo Jaquerio, il maggior rappresentante del tardo gotico in Piemonte e la presenza del "frescante del 1413" nel duomo di Chieri.
Giovanni Bertrami, dalla personalità stilistica paesana, rustico nella narrazione, nei colori, nella forma, non aderì alle scuole pittoriche trecentesche più raffinate presenti nel parco del castello di Montiglio Monferrato e nell'abbazia di Vezzolano, avvicinandosi ad uno stile più realistico, alle concretezze e alla forza espressiva jaqueriana, che Bertrami interpretò e manifestò in elementi aspri ma appassionati.
Di Giovanni Bertrami sono sopravvissuti affreschi, una Deposizione dalla Croce, il Martirio di san Bartolomeo, Nicodemo che apre la tomba di Cristo; il Martirio di santa Caterina d'Alessandria, la Predica di san Bernardino da Siena, conservati nella pieve di San Giovanni ai Campi di Piobesi Torinese (1414); queste opere si caratterizzarono per toni patetici e intensi, per una descrizione grandemente espressionistica, per una sottolineatura dei gesti e della mimica, che trasmettono un'incisiva drammaticità. La Deposizione dalla Croce, evidenziò elementi noridico-fiamminghi, ed è incentrata sulla significativa raffigurazione della Madonna, di Maria Maddalena, dell'apostolo ed evangelista Giovanni e di una pia donna, oltre che del discepolo Nicodemo; molto suggestivo risulta il Martirio di san Bartolomeo; ispirata dalla Legenda Aurea di Jacopo da Varazze è invece la raffigurazione del Martirio di santa Caterina d'Alessandria, posta tra due ruote dentate; affollata di personaggi è la Predica di san Bernardino da Siena, che si rivolge da un pulpito al popolo, ai nobili, ai cardinali e a tre pontefici.
L'arte di Giovanni Bertrami ebbe qualche influenza tra i suoi successori, e ne ricaverà spunti il frescante della Crocifissione in San Vito di Piossasco, negli ultimi decenni del XV secolo.
Lo storico dell'arte e il critico Carlo Ludovico Ragghianti identificò l'autore della Deposizione dalla Croce con il pittore tedesco Maestro Bertram; però la maggior parte degli esperti distingue i due artisti, sia per le origini biografiche differenti sia per quelle stilistiche.